# Jacob Höhne

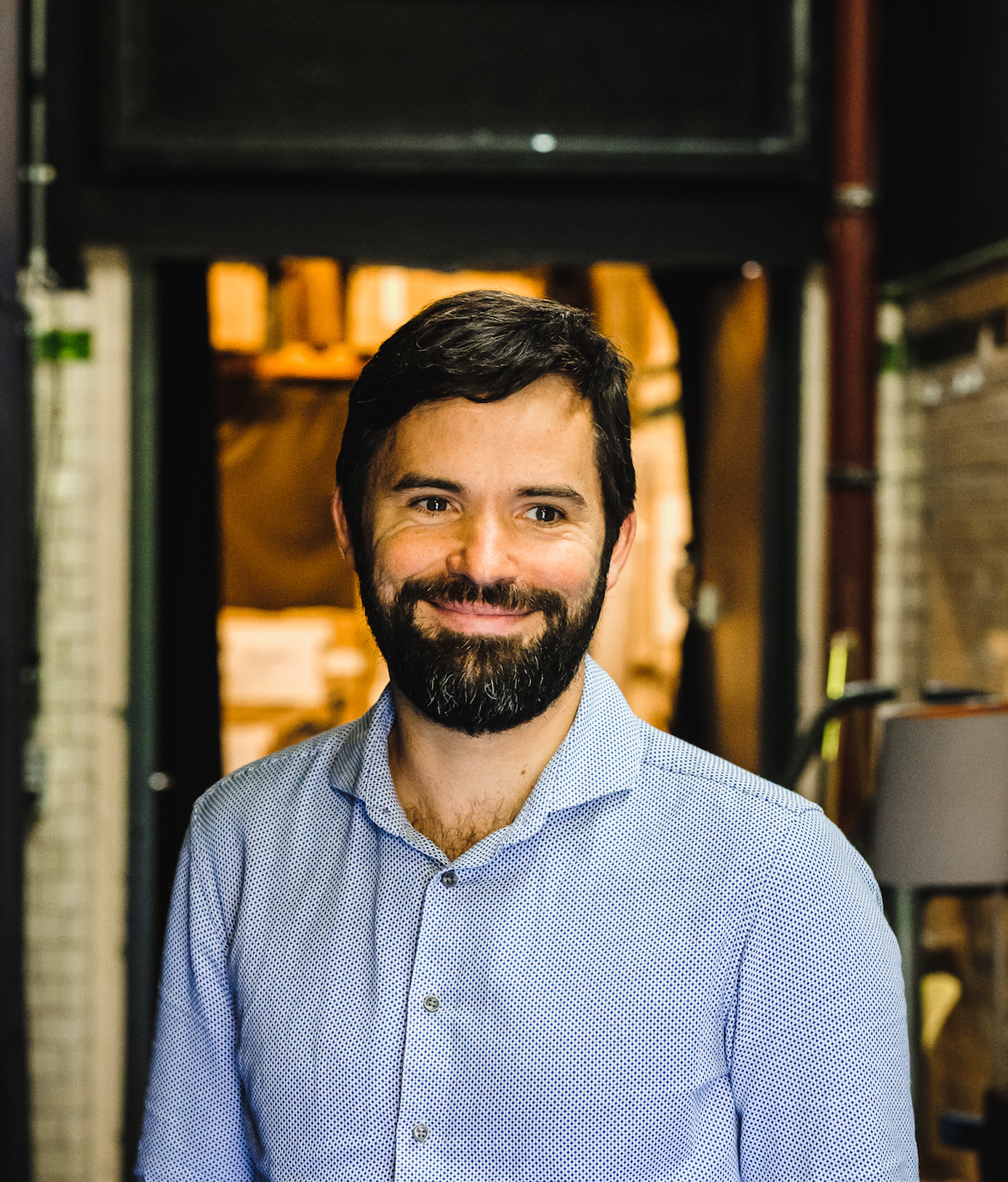
Jacob Höhne (2017)

Jacob Höhne (* 1979 in Ost-Berlin) ist seit Beginn der Spielzeit 2017/18 Intendant und Geschäftsführer des inklusiven Berliner RambaZamba Theaters.

## Leben
Jacob Höhne arbeitete seit 1997 als Musiker für das Berliner Ensemble und das RambaZamba Theater. Es folgten Regiehospitanzen u. a. an der Volksbühne Berlin und am Theater Ulm, sowie das Regie-Studium an der Universität Mozarteum Salzburg. Während seiner Tätigkeit in Salzburg erhielt er für sein Expertentheaterstück „Die Winterreise“ (2013) den Preis der Stadt Salzburg.
Danach inszenierte er für das Goethe-Institut in Spanien und für das fünfte Staatstheater in Omsk in Sibirien. Im RambaZamba Theater inszenierte Höhne 2014 Philoktet nach Sophokles (Premiere am Berliner Ensemble) und 2015 das Endspiel von Beckett, die an das Berliner Ensemble und nach Poznan eingeladen wurde.
2017 feierten seine Inszenierungen König UBU featuring Craque, frei nach Alfred Jarry, und Schwestern nach Anton Tschechow Premiere. In der Spielzeit 2017/18 inszeniert er Schillers Die Räuber, Pension Schöller und Moby Dick. In der Spielzeit 19/20 folgten die Inszenierungen Der nackte Wahnsinn sowie Lulu von Wedekind. In der Spielzeit 21/22 folgte ein Spielfilm mit dem Titel Bufo sowie die Inszenierungen Der eingebildete Kranke von Moliere sowie eine immersive Inszenierung Studio21 und die Uraufführung Der Golem. Seit 2022 ist er Dozent an der HFS Ernst Busch in der Abteilung Regie.
Jacob Höhne lebt mit seiner Familie in Berlin.